# Bella Coola Valley
Das Bella Coola Valley ist eine relativ kleine Region in der kanadischen Provinz British Columbia. Sie liegt im zentralen Abschnitt der British Columbia Coast und umfasst das Tal des Bella Coola River und seiner Zuflüsse. Die Region im Central Coast Regional District wird vom British Columbia Highway 20 erschlossen, welcher vom Williams Lake zur Kleinstadt Bella Coola am Ende des North Bentinck Arm verläuft, von wo aus eine Fähre nach Vancouver Island und Prince Rupert saisonal betrieben wird.
Das gesamte Tal sowie die Gegend rund um North und South Bentinck Arm, den Dean Channel und den Burke Channel ist das angestammte Territorium der Nuxalk First Nation, die darüber souveräne Rechte beanspruchen und es als nicht der Krone unterstellt betrachten.
Der Bella Coola River, und damit das von ihm durchflossene Bella Coola Valley, bildet die Grenze zu den Kitimat Ranges nach Norden und den Pacific Ranges nach Süden, zwei der drei Hauptketten der Coast Mountains; die dritte sind die Boundary Ranges entlang der Grenze zu Alaska.

## Siedlungen
- Bella Coola
- Bella Coola Indian Reserve No. 1
- Nusatsum, an der Mündung des Nusatsum River in den Bella Coola River
- Saloompt, an der Mündung des Salloomt River in den Bella Coola River
- Hagensborg
- Firvale
- Stuie